# Не оглядывайся (фильм, 2009)
«Не оглядывайся» (фр. Ne te retourne pas; Франция, 2009) — триллер режиссёра Марины де Ван. Был показан вне конкурса на Каннском кинофестивале 2009 года.

## Сюжет
Жанна - писательница и мать двоих детей. Она хочет написать автобиографический роман о своей жизни, но отказ от агентства приводит её к нервному срыву. Жанна начинает видеть непонятные изменения в её семье, доме, а также в своей внешности; при этом окружающие никаких изменений не замечают. Черты её лица меняются, внешность её мужа и детей тоже, её дети делают непонятные жесты, а вещи в квартире расставлены иначе. Жанна уверена, что это не просто результат усталости и стресса, как считают её близкие. Она не может справиться с чувством нереальности и обмана вокруг себя, хотя психолог не находит в ней никаких признаков болезней. По ходу фильма и её тело тоже меняется, как и дом вокруг: с одной стороны головы у неё отрастают волосы, одежда становится мала, и постепенно образ Жанны #1 меняется в образ Жанны #2.
Устав от того, что муж не понимает её, не верит, и, испытывая агрессию, она решает отправиться к матери, но и та не очень рада её видеть: она прочла ту самую автобиографию и нашла описание себя там крайне нелестным. В доме матери, в давно закрытом шкафчике, Жанна находит фотографию, на которой кроме них есть ещё и другая женщина, которую её мать назвала случайной знакомой, но именно это лицо Жанна иногда видит вместо лица матери. Хоть она не добивается от неё прямой правды, в шкатулке матери она находит украшение той женщины с фото, что косвенно доказывает их хорошие взаимоотношения. Жанна решает отправиться в Италию и разыскать эту женщину, потому что ей кажется, что она может пролить свет на изменения, происходящие с ней, а также на её детство, о котором она ничего не помнит, потому что попала в автомобильную аварию. Её там никто не узнаёт, даже когда она показывает снимок, а её дереализация становится всё сильнее. Её преследует видение убегающей девочки, за которой она бежит и в какой-то момент меняется, приобретая черты совсем юного ребёнка.
Так она узнаёт от своей настоящей матери подлинную правду: в детстве у Розы-Марии была лучшая подруга Жанна. Девочки вместе попали в автомобильную аварию, где Жанна погибла. Роза-Мария испытала такое психологическое потрясение и чувство вины за смерть подруги, что с того момента сама начала называться Жанной, забыла всю свою жизнь до восьми лет, а мать погибшей Жанны забрала её с собой во Францию. До момента написания автобиографии она не вспоминала ничего из своей прошлой жизни, но теперь всё становилось на свои места: мужчина, которого она иногда видела вместо своего мужа, оказался её братом Джанни, а ее вторая "мать" была настоящей биологической матерью. 
В финале фильма полностью здоровая "Жанна" возвращается домой к своей семье и детям. Никто не знает, где она была, а сама она говорит, что просто погостила у матери и теперь ей лучше. Хоть по дороге к дому она выглядит так же, как в начале фильма, эта Жанна #1 остаётся на пороге, а к семье заходит Жанна #2, но книгу-автобиографию обе Жанны пишут в четыре руки, сидя рядом. Таким образом, Роза-Мария вспомнила свою настоящую жизнь, а показанные рядом две Жанны символизируют примирение её обеих частей.

## В ролях
| Актёр             | Роль                  |
| ----------------- | --------------------- |
| Софи Марсо        | Жанна #1              |
| Моника Беллуччи   | Жанна #2 / Роза-Мария |
| Андреа ди Стефано | Teo #1 / Джанни       |
| Тьерри Новик      | Teo #2                |